# Sielce (powiat gostyniński)
Sielce – wieś sołecka  w Polsce położona w województwie mazowieckim, w powiecie gostynińskim, w gminie Sanniki.
Wieś królewska położona była w drugiej połowie XVI wieku w powiecie gąbińskim ziemi gostynińskiej województwa rawskiego. W latach 1975–1998 miejscowość należała administracyjnie do województwa płockiego.